# キャメロン・ダッド
キャメロン・ダッド（Cameron Daddo、1965年3月7日 - ）は、オーストラリアの俳優。

## 出演作品
- NIKITA / ニキータ シーズン2
- レバレッジ　～詐欺師たちの流儀 シーズン4
- リゾーリ＆アイルズ2 (2011)<TV>	ゲスト出演
- ヒューマン・ターゲット シーズン2
- メンタリスト シーズン3
- NCIS 〜ネイビー犯罪捜査班 シーズン8
- 24 -TWENTY FOUR- シーズン VII
- パーフェクト・エネミーズ
- イレブンス・アワー
- WITHOUT A TRACEファイナル・シーズン
- シティ・オン・ファイアー
- ボストン・リーガル シーズン3
- ビッグママ・ハウス2
- プテラノドン
- 壊滅暴風圏II/カテゴリー7
- CSI:マイアミ シーズン3
- CSI:科学捜査班 シーズン3
- バイオ・テロ
- サティスファクション
- 赤毛のアン／アンの結婚　完全版（ジャック・ギャリソン・ジュニア）
- 赤毛のアン／アンの結婚（ジャック・ギャリソン・ジュニア）
- ウィッチ・ハント／魔女の血族
- FXザ・シリーズ
- F/X　新たなる罠
- モデル・エージェンシー／女たちの闘い
- 勝利への疾走（前後編）
- バルフォア家の人々